# Maria Bąk
Maria Bąk, z d. Chwaszczyńska (ur. 9 stycznia 1959 w Starogardzie Gdańskim) – polska i niemiecka lekkoatletka, specjalizująca się w biegach średniodystansowych i długodystansowych biegach ulicznych, mistrzyni Polski.

## Kariera sportowa
Była zawodniczką LKS Agro-Kociewie Starogard i Pomorza Starogard.
Na mistrzostwach Polski seniorek wywalczyła dziewięć medali, w tym cztery złote (na 1500 metrów w 1982, na 3000 metrów w 1982 i 1983, w biegu przełajowym na 4 km w 1982) i pięć srebrnych (w biegu na 1500 metrów w 1979 i 1983, w biegu na 3000 metrów w 1979 oraz w biegu przełajowym na 4 km w 1983 i 1985.
Reprezentowała Polskę na mistrzostwach świata w biegach przełajowych w 1980 (49. miejsce) i 1982 (33 m.). W barwach Niemiec startowała w 1997 na mistrzostwach świata w biegu na 100 km, ale została zdyskwalifikowana.
W 1994 wygrała w supermaratonie Kalisia, siedmiokrotnie zwyciężała w supermaratonie Wiedeń-Budapeszt (2001, 2002, 2004, 2005, 2006, 2007, 2008). W 2001 zwyciężyła w Maratonie Warszawskim.
Od 1989 mieszka w Niemczech, razem z mężem, również lekkoatletą Kazimierzem Bąkiem.
Rekordy życiowe:
- 800 m – 2:03,6 (25.05.1980)
- 1500 m – 4:12,04 (10.06.1980)
- 3000 m – 8:59,78 (12.08.1979)
- półmaraton - 1:16:22 (1.04.2001)
- maraton - 2:40:34 (12.05.2002)